# 旧手賀教会堂
旧手賀教会堂（きゅうてがきょうかいどう）は、千葉県柏市にある日本ハリストス正教会の教会「手賀ハリストス正教会」の旧教会堂。

## 歴史
1879年（明治12年）に教会が創立され活動を開始、1881年（明治14年）に民家を改造して教会堂が設置された
1900年（明治33年）ごろには聖堂部分が増築されている。
1974年（昭和49年）に、新教会堂が新築され移転した。旧教会堂は1975年（昭和50年）に当時の沼南町が買い取り、史跡として整備された。
現存する首都圏の教会堂として最古のもので、千葉県指定文化財（建造物）に指定されている。
堂内には山下りん（茨城県笠間市出身で明治時代の女流画家）の手賀教会堂聖画（千葉県指定文化財）の複製画が掲げられている。なお、現物は新教会堂に移された。

## 交通アクセス
- 路線バス手賀停留所より徒歩5分。